# Kirjat Malachi
Kirjat Malachiⓘ (hebr. קריית מלאכי; arab. كريات ملاخي; pol. Miasto Aniołów) – miasto położone w Dystrykcie Południowym w Izraelu.
Leży w południowej części Szefeli, w otoczeniu moszawów Be’er Towijja, Orot, Kefar Achim, Arugot, Timmorim, Awigedor i Kefar Warburg. Na północ od miasta znajduje się baza lotnicza Chacor, należąca do Sił Powietrznych Izraela.

## Historia
Osada została założona w 1950 jako obóz namiotowy (ma’abara) dla licznie przybywających żydowskich imigrantów do Izraela. Pierwotnie nazywała się Kastina, jednak w 1952 zmieniono nazwę na obecną, oddając w ten sposób cześć żydowskiej społeczności z miasta Los Angeles w Stanach Zjednoczonych, którzy udzielili pomocy finansowej mieszkańcom obozu.
Na początku lat 90. XX wieku osiedliło się tutaj wielu imigrantów z krajów byłego ZSRR i Etiopii. W 1993 osada Kirjat Malachi otrzymała status samorządu lokalnego, a w 1998 prawa miejskie.

## Demografia
Zgodnie z danymi Izraelskiego Centrum Danych Statystycznych w 2008 roku w mieście żyło 19,7 tys. mieszkańców.
Populacja miasta pod względem wieku:
| Wiek (w latach) | Procent populacji w % |
| --------------- | --------------------- |
| 0-4             | 10,0%                 |
| 5-9             | 9,9%                  |
| 10-14           | 9,6%                  |
| 15-19           | 9,2%                  |
| 20-29           | 18,7%                 |
| 30-44           | 15,8%                 |
| 45-59           | 16,6%                 |
| ponad 60        | 10,2%                 |

Źródło danych: Central Bureau of Statistics.
Miasto posiada następujące osiedla mieszkaniowe: Ganei Shemuel, Ha-Mem Gimel, Neve Ur, Ben Gurion, Kibuts Galuyot, Hertsel, Ha-Narkisim, Ha-Meyasedim i Yigal Alon.

## Edukacja
W mieście jest 10 szkół podstawowych i 9 szkół średnich, w których uczy się 4,9 tys. uczniów. Z uczelni religijnych znajdują się tutaj: Avraham Haouse Chabad, Ohel David Yeshiva, Talmud Tora School, Netivot Haim Yeshiva, Makif Religious High School.

## Kultura
W mieście działa centrum kulturalno-teatralne „Mosaica”, którego działalność skierowana jest głównie do imigrantów z Etiopii. Wspólne tworzenie zachęca młodzież etiopską do integracji ze społeczeństwem izraelskim. Uczestnicy programu studiują tradycję i kulturę żydowską, a następnie wystawiają przedstawienia teatralne w różnych miastach.

## Sport
W zachodniej części miasta znajduje się klub i pole golfowe. Poza tym znajdują się tutaj korty tenisowe oraz boisko do piłki nożnej.

## Gospodarka
Miasto posiada dwie strefy przemysłowe, w których poza licznymi zakładami i ośrodkami naukowymi znajdują się także centra handlowe.
W strefie przemysłowej Be’er Towijja znajduje się elektrownia produkująca 400 MW, wykorzystująca gaz ziemny
Dodatkowo działają tutaj: firma farmaceutyczna Bio-Technology General Ltd.; Dr. Melumad Laboratories Ltd. produkuje popularne w Izraelu kosmetyki, N. Feldman & Son Ltd. jest importerem popularnych samochodów ciężarowych Iveco, autobusów Irisbus, sprzętu rolniczego, budowlanego i specjalistycznego; Self-Fix Metals Ltd. eksportuje na cztery kontynenty nity ze stali nierdzewnej oraz wyroby z aluminium, stali i miedzioniklu.

## Osoby związane z miastem
- Mosze Kacaw – ósmy prezydent Izraela rozpoczął swoją karierę polityczną od objęcia urzędu burmistrza miasta Kirjat Malachi (lata 1969-1977).

## Komunikacja
Przez południową część miasta przebiega droga ekspresowa nr 3  (Aszkelon-Modi’in-Makkabbim-Re’ut), która krzyżuje się z drogą ekspresową nr 40  (Kefar Sawa-Ketura). Dodatkowo przez miasto przechodzi droga nr 3703 , którą jadąc na północny zachód dojeżdża się do moszawu Be’er Towijja.

## Miasta partnerskie
- Piatra Neamț
- Rueil-Malmaison